# Îles Shortland
Les îles Shortland (en anglais Shortland Islands) constituent un groupe d'îles volcaniques appartenant à la Province occidentale des Salomon. Ainsi nommées par le lieutenant John Shortland qui les découvrit en 1788, elles se situent en mer des Salomon et sont proches de Bougainville. 
La plus grande île de l'archipel s'appelle aussi l'île Shortland (initialement appelée Alu). Les autres grandes îles sont Balalae, Faisi, Fauro, Magusaiai, Masamasa, Ovau, Pirumeri et Poporang. Elles ont une superficie de 414 km2.

## Participation européenne précoce
L'archipel, ainsi que l'île la plus étendue, ont été nommés par l'officier de la Royal Navy John Shortland en 1788. Shortland était le commandant naval d'un voyage de 1777-79 de la Première Flotte pour établir une colonie pénitentiaire à Botany Bay, en Australie.
L'Allemagne a ensuite revendiqué les îles et les a possédées en tant que partie du protectorat des îles Salomon du Nord jusqu'en 1900.

## Seconde Guerre mondiale
Le 30 mars 1942, les navires de guerre japonais entrent dans le port de Shortland et débarquent deux sections de la force navale spéciale de débarquement sans rencontrer de résistance. Une section  reste dans la région pour commencer à établir la base d'hydravions de Shortland Harbor. Ils établissent la base, les amarrages d'hydravions et les fortifications dans le canal de Tuha et les terres adjacentes dans la partie sud-est de l'île de Shortland, à Faisi et dans la partie nord de Poporang.
Dans la nuit du 29 au 30 juin 1943, le USS Montpelier (CL-57) et trois autres croiseurs bombardent l'île de Poporang en préparation de l'invasion de la Nouvelle-Géorgie. Les Alliés envisagent d'envahir la base d'hydravions en août 1943, mais choisissent plutôt de contourner les Shortlands pour Bougainville et les îles du Trésor, laissant les Shortlands sous contrôle japonais jusqu'à la fin de la guerre. Le 1er novembre 1943, le Montpelier bombarde les défenses japonaises de Poporang et de Balalae.
Le 8 janvier 1944, une force alliée composée de deux croiseurs légers et de cinq destroyers bombarde les installations de Faisi, Poporang et les îles Shortland. En mars 1944, des avions du 70e escadron de chasse de l'USAAF utilisent des photographies de reconnaissance prises par le 17e escadron de reconnaissance pour frapper la base d'hydravions, revendiquant huit hydravions et un destroyer de la Marine impériale japonaise. Le 20 mai 1944, le Montpelier  subit de légers dommages par riposte lorsqu'avec deux autres croiseurs légers et huit destroyers, il bombarde les installations côtières des îles Shortland, Poporang et Magusaiai. Le 1er octobre 1944, la Special Air Task Force (SATFOR) de l'US Navy lance quatre drones TDR sur les positions de canons antiaériens de Poporang et Balalae.

## Galerie

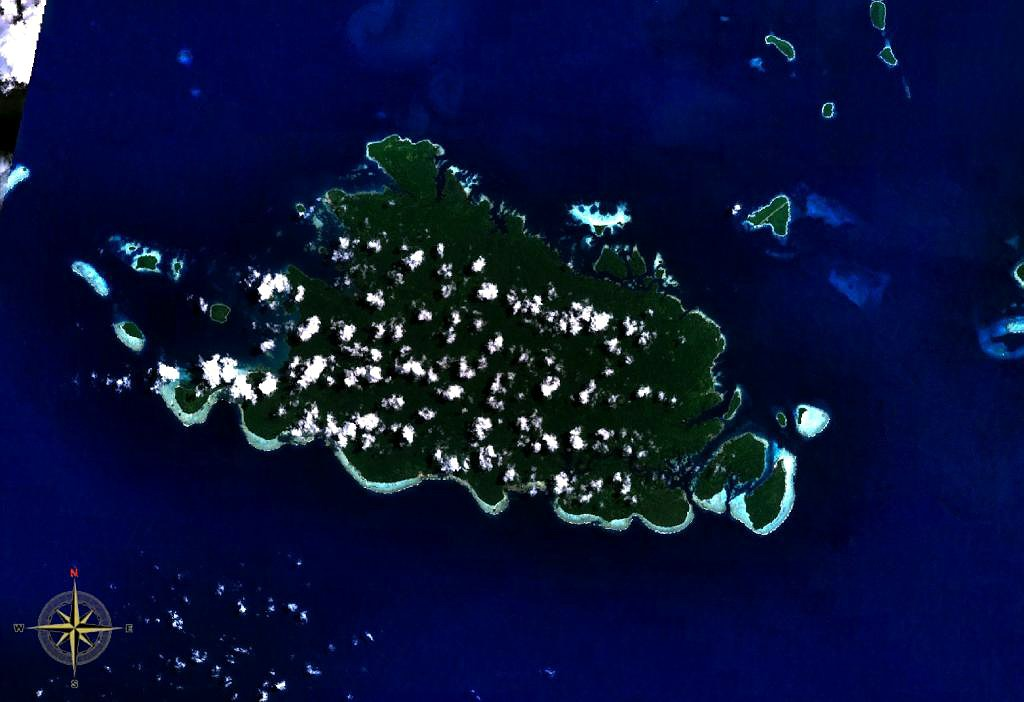
Imagerie satellite de la NASA des îles Shortland
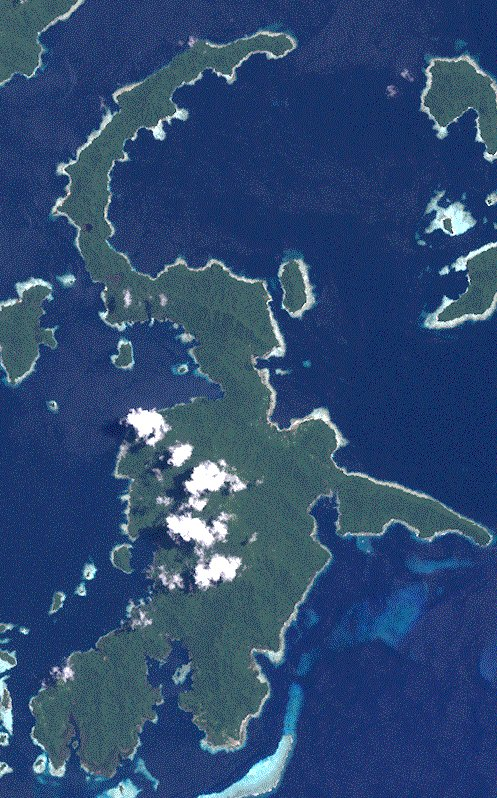
Île du Fauro
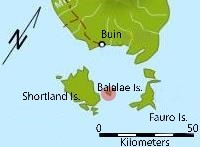
Carte montrant l'archipel des Shortland

## Source
- (en) Cet article est partiellement ou en totalité issu de l’article de Wikipédia en anglais intitulé « Shortland Islands » (voir la liste des auteurs).